# Jokha Al-Harthi
Jokha Al-Harthi (ur. 1978) – omańska pisarka, laureatka międzynarodowej nagrody Man Booker w 2019 roku za opublikowaną w języku angielskim powieść Celestial Bodies.

## Życiorys
Al-Harthi urodziła się w Omanie i tu ukończyła studia. W 2010 roku obroniła pracę doktorancką z literatury arabskiej na Uniwersytecie Edynburskim. Pracuje jako profesor nadzwyczajny ucząc języka i literatury arabskiej na Uniwersytecie Sułtana Kabusa.
Pisaniem opowiadań i powieści zajmuje się od 2001 roku. Opublikowała trzy powieści: Manamat, Sayyidat el-Qamar i Narinjah. Jej opowiadania były publikowane w tłumaczeniach w europejskich czasopismach.
Sayyidat el-Qamar została wydana w 2010 roku. Angielskie tłumaczenie autorstwa Marilyn Booth ukazało się w Wielkiej Brytanii w czerwcu 2018 roku pod tytułem Celestial Bodies i zdobyło nagrodę Man Booker International Prize 2019. Powieść Sayyidat el- Qamar była pierwszym utworem pisarza arabskojęzycznego, który otrzymał międzynarodową nagrodę Man Booker. Wzrosło zainteresowanie kupnem praw do tłumaczenia powieści. W 2020 roku powieść ukazała się w języku malajalamskim. W 2021 roku zapowiedziano publikację nowej powieści Al-Harthi Harir Al Ghazaleh
Al-Harthi mieszka w Maskacie. Jej mąż jest inżynierem budownictwa. Mają 3 dzieci (2019).